# Quaratica
Quaratica (Quaràdega in dialetto locale) è una frazione di 86 abitanti nel comune di Riccò del Golfo di Spezia, nella bassa Val di Vara, in provincia della Spezia.

## Origini del nome
Alcuni collegano il toponimo ad "acqua - ratica", dato il terreno impervio e sassoso, privo di sorgenti naturali; altri hanno formulato l'ipotesi di derivazione da "quararo", il monolito che un tempo fungeva da stipite, in riferimento all'abbondanza di simile materia nella zone ove sorge il paese.

## Geografia fisica
Il paese, situato in un vallone, si compone di tre agglomerati edilizi: Cà Noeva il più basso, il nucleo centrale caratterizzato dai toponimi Sìa Ota, Gurpàa e Aussemìn e Sèrsa, il più elevato, sede della parrocchiale.

## Storia
Quaratica viene citata come possedimento dei signori di Carpena nel 1208 e nel 1251, anno del rinnovamento dei giuramenti al Signore Giovanni della Turca: "In quest’anno furono rinnovati i giuramenti verso il Comune di Genova da Giovanni della Turca, signore di Carpena, e furono ratificate le franchigie concesse alle comunità. Il 4 settembre dello stesso anno gli uomini di Castè, Biassa, Montenegro, Fabiano, Coregna, del Montale, del Debio, di Quaratica e del Pozzello giurarono obbedienza alla Repubblica e al nobile Giovanni della Turca, e furono ricevuti in compagnia del Comune genovese” (Ubaldo Mazzini, Storia del Golfo della Spezia).
Con Carpena il borgo di Quaratica avrà sicuramente diviso gli effimeri periodi di pace e vissuto le tumultuose vicende conseguenti a ripetute violazioni dei patti sottoscritti da Carpena con la Repubblica genovese, sino alle ribellioni, l’ultima delle quali conclusasi tragicamente nell’aprile 1412 con la distruzione, da parte delle truppe genovesi del capitano del popolo Antonio Doria, del castello di Carpena e la carneficina dei suoi difensori.
Con il distacco della parrocchia di San Benedetto Abate di San Benedetto dalla pieve di Marinasco con bolla vescovile del 9 settembre 1569 Quaratica venne accorpata alla neonata parrocchia, rimanendovi fino al 5 luglio 1928, quando divenne parrocchia autonoma per volontà del Vescovo Giovanni Costantini.
Nativo di Quaratica è lo scrittore e giornalista Luciano Bonati.

## Monumenti e luoghi d'interesse

### Architetture religiose
- Chiesa parrocchiale di Nostra Signora delle Grazie e San Rocco, oratorio laico risalente al XVIII secolo e divenuto sede parrocchiale nel 1928. All'interno presenta gli affreschi realizzati nel 1927 dal pittore spezzino Navarrino Navarrini.[5]

### Aree naturali
- Grotta carsica di Quaratica.[7]

## Festività
- Il Cammino del Solstizio, cammino eno - gastronomico che si svolge il sabato successivo al Solstizio d'Estate attraverso le vie del borgo e si conclude con una discoteca all'aperto nella piazza della chiesa;[8]
- Festa patronale di San Rocco, il 16 di agosto.